# Sektor nejebica
''Sektor nejebica'' prvi je studijski album zagrebačkog glazbenog projekta i benda BrudBBB, objavljen 22. studenog 2017. na izdavačkoj kući Fantom Studio Production. Nakon što je bend izdao dva popularna singla i jedan EP, odlučio se po prvi puta snimiti cjeloviti album u Fantom Studiju. Album prate teme preispitivanja, seksa i adolescencije, a bend ga je opisao kao ''konceptualni album koji govori o prolasku života, odrastanju, nepravdi i nemogućnosti, te brutalnosti realnosti.''

## Pozadina
U ljeto 2016., BrudBBB i Fantom dogovorili su termin na već dobro poznatoj lokaciji, u Laboratoriju, s namjerom da počnu dogovarati pisanje i snimanje novih pjesama. Na putu prema studiju, tijekom vožnje u tramvaju, Brud piše tri nove pjesme (''Ko sam ja?'', ''Draga'' i ''Želim da mi kažeš''). Tijekom intervjua za portal Underground novosti o statusu zadnje dvije navedene pjesme, koje su do dana današnjeg neobjavljene, Brud je izjavio da ''leže negdje duboko u riznici Fantom Studija''. Nakon pregovora, duo se odlučuje snimati Ko sam ja?. Na pitanje kojeg bi žanra pjesma bila, BrudBBB je odgovorio: ''neki country rock''. Fantom je počeo improvizirati gitarski riff, te je ubrzo pjesma nastala, prateći tekst kojeg je Brud napisao. Snimljena u nekoliko dana, stavljena je sa strane kako bi se duo dogovorio hoće li ovaj put ciljati na kompletno albumsko izdanje, te zaobići dotadašnje izdavanje isključivo singlova. U početku se odlučuju na EP format s nekoliko pjesama.

Vodivši se frazom koja ih je zaintrigirala još otkako ju je izjavio njihov prijatelj Ovčar, duo se odlučuje da će se naziv novog EP-ja bazirati na kasno adolescentskim željama imanja seksualnih odnosa i neuspješnom ostvarivanju istih, zajedno u kombinaciji s do tada već standarnim humorom korištenja imena različitih poznanika i zanimljivih osoba. Ubrzo počinju komponirati i snimati naslovnu istoimenu pjesmu Sektor nejebica u kojoj kombiniraju hip hop sa žestokim rap metalom u stilu Rage Against The Machine. Tekst istražuje provokatniji i vulgarniji teritorij od dotadašnjih pjesama, bazirajući se prvenstveno na seksu i noćnim izlascima mladih. 
Istoga ljeta duo snima i svoju prvu obradu, pjesmu Tko je to bio?, zagrebačkog indie rock sastava Big Strip Gorila. Obrada je kasnije doživjela kontroverze zbog žanra u kojem su je snimili, koji je objedinio srpski turbo folk i hard rock / heavy metal u stilu Thompsona. Bend je opovrgnuo ikakve političke poruke, te više dao naglasak na socijalni aspekt današnje mladeži, izjavivši da je dva žanra spojio čisto kao prikaz česte kontradikcije slušanja dvaju kontrirajuća glazbena žanra, glazbeno i svjetonazorski. Fantom je kasnije komentirao da su samo htjeli sprdati Big Strip Gorilu, a žanrom postići šok element.
Ljeto 2017. Brud provodi radno u SAD-u, pripremavši se za dovršavanje EP-ja na jesen. U listopadu 2017. Brud i Fantom nalaze se u Fantom Studiju, gdje nakon razgovora odlučuju napisati i snimiti još pjesama, čime bi Sektor nejebica na kraju postao njihov prvi cijeloviti studijski album, a ne EP kako su originalno planirali. Nastaju pjesme Begsalica (Funky Devil Blues), Svetište, Oda (ne)mogućnosti i Form 27B-6 u kojima se dohvaćaju mješovitih socijalnih tema, depresije, nostalgije ali i daju svoje prve politički nastrojene komentare.
Album je djelomično konceptualne prirode, te je zamišljen kao putovanje dva prijatelja autom po neodređenoj zemlji, tijekom kojeg slušaju različite radio stanice koje im se nude. Time je opravdana i tolika žanrovska šarolikost. Pjesme su odlučili presjeći sa šaljivim skečevima i fitkivnim reklamama koje često aludiraju na proizvode i lokacije iz stvarnog života.
Sektor nejebica izlazi 22. studenog 2017. na izdavačkoj kući Fanom Studio Production.

## Stil i uzori
Sektor nejebica žanrovski je mješovit album na kojem BrudBBB pokazuje već od ranije poznat ukus za različitom glazbom. Nakon reggae, hardcore punk i stoner metala na dotadašnjim singlovima, bend se odlučuje proširiti vidike. Ko sam ja? je izrazito melodiozna i glazbeno sofisticirana country rock pjesma u stilu Brenta Masona, Johnnyja Casha i Elvisa Presleyja. Sektor nejebica spretno veže tradicionalni hip hop s rap metalom, dok Begsalica (Funky Devil Blues) sadrži jezgru blues rock balade, s hard rock ispadima u instrumentalnim refrenima. Svetište karakterizira pozitivni punk rock sa pjevnim i melodioznim refrenima, formuli kojoj će se bend vratiti i na nekim budućim pjesmama poput Ona mi radi i Burazi.
Teme kojih se tekstovi pjesama na albumu dotiču uključuju kontemplacije smisla života, reflektivno sjećanje događaja iz mladosti, sex i česti besmisao birokracije u sustavu.

## Track listing
| 1.    | »Intro«                                   | 0:48 |
| 2.    | »Ko sam ja?«                              | 3:37 |
| 3.    | »Svetište«                                | 5:12 |
| 4.    | »DJ Biba / MC Kreba Freestyle«            | 1:16 |
| 5.    | »Sektor nejebica«                         | 4:43 |
| 6.    | »Oda (ne)mogućnosti«                      | 3:41 |
| 7.    | »Reklame sa kvarta«                       | 2:08 |
| 8.    | »Form 27B-6«                              | 2:40 |
| 9.    | »Begsalica (Funky Devil Blues)«           | 7:32 |
| 10.   | »Tko je to bio? [Big Strip Gorila cover]« | 5:34 |
| 37:15 |                                           |      |

## Produkcija
- BrudBBB - vokal, gitara - track 9
- Fantom – vokal, gitara, bas, bubnjevi
- Kreba - vokal - track 4

- Autor glazbe i teksta: BrudBBB, Fantom
- Produkcija: Fantom
- Miksanje i master: Fantom
- Snimljeno: Laboratorij (Fantom Studio)

## Vanjske poveznice
- Bandcamp Službena Bandcamp stranica BrudBBB-a
- #BrudBBB Instagram
- Lyrics.com
- YouTube